# Ăn dặm

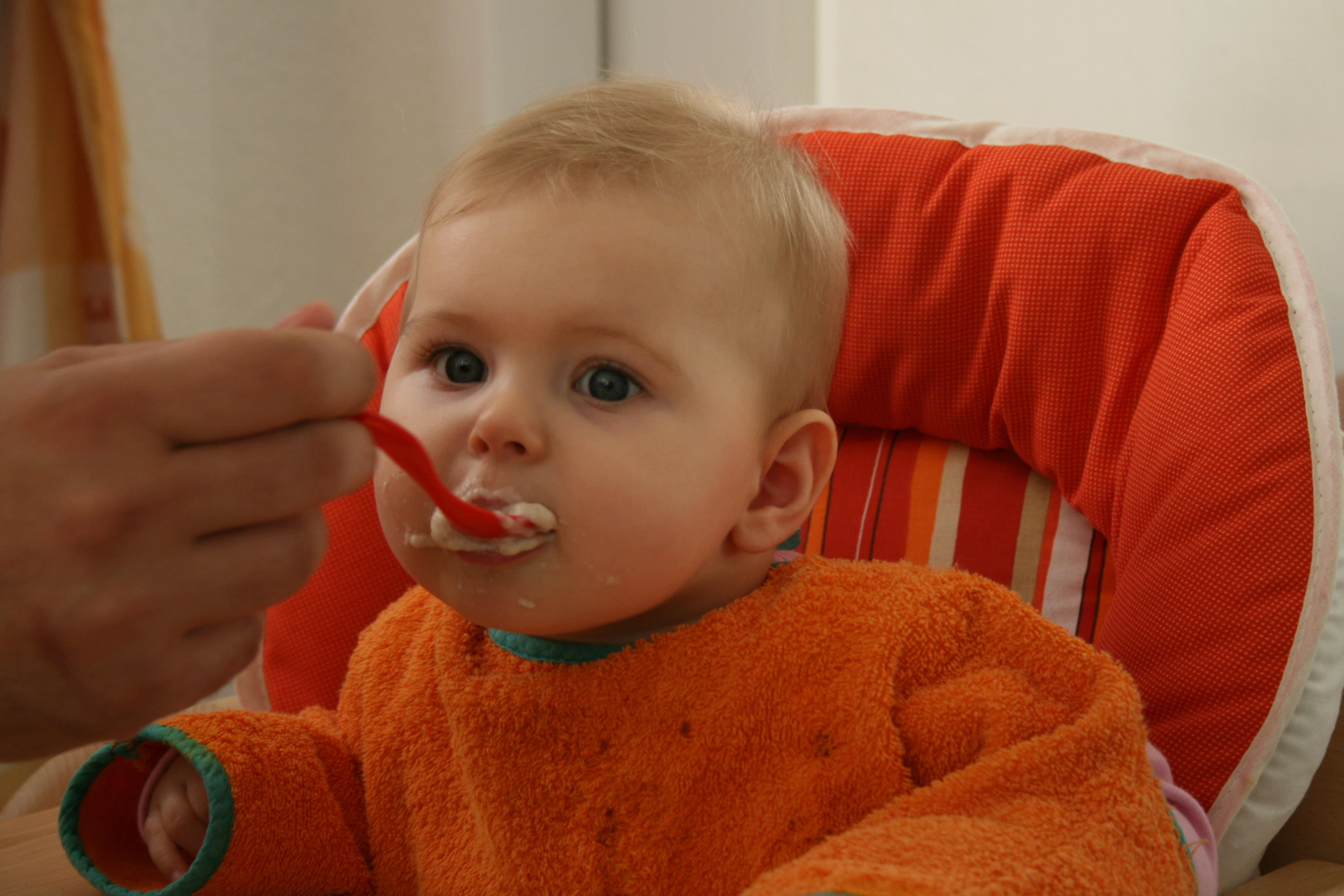
Trẻ em đang ăn dặm

Thức ăn ăn dặm là thực phẩm nhiều dinh dưỡng dùng cho trẻ sơ sinh. Ăn dặm là giai đoạn cho bé tập làm quen với thức ăn thô hơn sữa mẹ. Ăn dặm không nhằm thay thế sữa mẹ trong 1 năm đầu.
Trong thời kỳ này, có sự chênh lệch giữa các bé, thông thường ăn dặm bắt đầu từ 6 tháng cho đến kết thúc là 1 tuổi.
Ngoài ra, thời kỳ cai sữa được phân chia thành Thời kỳ đầu, Thời kỳ giữa, Thời kỳ sau, Thời kỳ kết thúc dựa vào trạng thái của tháng tuổi bé và đồ ăn. Có một thời kỳ khác nữa không được nhắc đến nữa là Thời kỳ chuẩn bị cai sữa. Dựa vào trạng thái phát triển của bé mà cách thức tiến hành thay đổi nhưng thường là căn cứ theo tháng tuổi làm tiêu chuẩn. Nếu muốn kết thúc sớm mà tự ý chuyển sang giai đoạn tiếp theo thì sẽ làm cho mất sự hứng thú ăn uống hay gây tiêu chảy cho trẻ nên cần chú ý.

## Phân chia thời kỳ ăn dặm
Tiêu chuẩn tháng tuổi là 5 ~ 6 tháng. Làm sao cho bé nuốt thức ăn tới họng bằng lưỡi. Tạo ra các thức ăn lỏng dễ nuốt mà không cần nhai như là cháo nghiền. Tiêu chuẩn giống cháo loãng. Giảm 1 lần bú mẹ, thay vào đó là ăn dặm. (nếu đã quen rồi giảm thêm số lần bú mẹ, tăng ăn dặm lên thành 2 lần)
Đối với trẻ con vì là thức ăn lần đầu nên bắt đầu từng thìa một, dần dần sẽ quen.
Về các loại cá chỉ cá thịt trắng, các loại thịt vì khó nuốt, nên hạn chế. không dùng các gia vị có nhiều dầu, muối hay đường, nên dùng chỉ một loại vị đồng nhất.

### Thời kỳ giữa
Tiêu chuẩn tháng tuổi là 7 ~ 8 tháng. Hoạt động của lưỡi đã được kích hoạt, thức ăn được nghiền bởi lưỡi và cằm. Độ cứng tiêu chuẩn là giống như đậu phụ. Tiêu chuẩn 1 ngày là 3 lần bú mẹ, 2 lần ăn dặm. Về cá nên chọn cá thịt đỏ. Về thịt, thịt gà băm hay được sử dụng do ít chất béo. Dầu ăn hay gia vị sử dụng cũng được nhưng nên chế biến rất nhạt. (ở mức độ người lớn không cảm thấy vị hay thiếu)

### Thời kỳ sau
Tiêu chuẩn tháng tuổi là 9 ~ 11 tháng. Hoạt động của lưỡi đã làm việc nhiều hơn, đã có thể nghiền thức ăn bằng lợi. Tiêu chuẩn độ cứng là độ cứng của quả chuối. Tiêu chuẩn 1 ngày là bú mẹ 5-6 lần, ăn dặm 3 lần. 
Ngũ cốc chuyển dần từ cháo sang cơm mềm. Thêm chút trứng gà (lòng trắng) càng tốt. Trẻ con có hành vi tự mình đưa tay ra đòi ăn, từ giai đoạn này có thể thấy được hành vi này.

### Thời kỳ kết thúc
Tiêu chuẩn tháng tuổi là 11 ~ 15 tháng. Lưỡi đã có thể tự do hoạt động, ngoài ra răng cũng đã mọc, hoạt động tiếp xúc với thức ăn cũng phát triển. Độ cứng của thức ăn ở mức rắn hơn thời kỳ trước một chút, tiêu chuẩn là độ cứng của thịt viên. Từ giai đoạn này không phải là sữa mẹ hay sữa bột mà chuyển sang sữa giai đoạn tiếp theo.
Về ngũ cốc, chuyển từ cơm mềm sang cơm trắng sao cho có thể ăn được giống như người lớn. Có thể cho ăn các thức ăn lấy ra từ bữa ăn của người lớn, nhưng về cơ bản là ăn nhạt.

## Những thực phẩm không được cho trẻ ăn
Những thực phẩm dễ ảnh hưởng đến tiêu hoá, khả năng miễn dịch hay gây ra các dị ứng thì không nên cho trẻ ăn, phụ thuộc vào các thời kỳ mà nên hạn chế.
+ Mì, tôm, mực, cua .... đến thời kỳ đầu.
+ Cơm .... đến thời kỳ giữa.
+ Lòng trứng trắng .....giữa ~ thời kỳ sau
+ Tỏi .... đến thời kỳ sau.
+ Mật ong ..... đến 1 tuổi.
Tuy nhiên, số lượng thực phẩm không cho trẻ con ăn được cũng thay đổi tuỳ theo từng trường hợp và thời điểm do có sự chỉ dẫn của các học giả, các nhà nghiên cứu và từng khu vực địa lý và các gia đình như là: không nên cho uống nước hoa quả đến 6 tháng tuổi, không nên ăn chuối đến 1 tuổi, không nên uống sữa bò đến 1 tuổi. Thông thường người ta thường cảnh báo là không nên cho trẻ ăn các thực phẩm có nhiều thành phần đường.